# Екатерина Златарева
Екатерина Христова Златарева е българска драматична артистка. Представител на първото българско актьорско поколение.

## Биография
Родена е в Казанлък през 1868 г. През 1887 г. завършва гимназия във Варна. Дебютира през 1890 г. с ролята на Тодорка в „Иванко“ от Васил Друмев в театър „Основа“. През 1890 – 1892 г. участва в „Столична драматична оперна трупа“, a от 1892 до 1904 г. в „Сълза и смях“. През 1904 – 1923 г. играе на сцената на Народния театър в София. През 1923 – 1924 г. играе в „Пътуващ софийски драматичен театър“.

## Роли
Екатерина Златарева играе множество роли, по-значимите са:
- Ана Андреевна – „Ревизор“ на Николай Гогол;
- Андрофоба – „Мъжемразка“ на Стефан Костов;
- г-жа Дулска – „Моралът на г-жа Дулска“ на Габриеля Заполска;
- Костанда – „Свекърва“ на Антон Страшимиров;
- Малама – „Вампир“ на Антон Страшимиров;
- Матрьона – „Силата на мрака“ на Лев Толстой;
- баба Фрошар – „Двете старчета“;
- Тодорка – „Иванко“ на Васил Друмев.[1][2]

## Галерия
- Снимки на Екатерина Златарева в различни роли в театъра. Източник: ДА „Архиви“
- В ролята на баба Фрошар в „Двете старчета“, 1902 г.
- В ролята на баба Фрошар в „Двете старчета“
- В ролята на Андрофоба в „Мъжемразка“, 1915 г.
- В ролята на Андрофоба в „Мъжемразка“, 1915 г.
- В ролята на г-жа Дулска в „Моралът на г-жа Дулска“, 1915 г.
- В ролята на г-жа Дулска в „Моралът на г-жа Дулска“, 1915 г.
- В ролята на Матрьона в „Силата на мрака“, 1915 г.